# Morgan Schneiderlin
Morgan Schneiderlin (Zellwiller, 8 de novembro de 1989) é um futebolista francês que atua como volante. Atualmente está no Kifisia.
Integrou o RC Strasbourg desde as categorias de base. Permaneceu no clube de Estrasburgo, cidade próxima a seu vilarejo natal, até junho de 2008, quando transferiu-se ao Southampton.
Em 13 de julho de 2015 foi contratado pelo Manchester United para quatro temporadas.

## Seleção Francesa
Integrou desde muito jovem as categorias de base da Seleção Francesa. Pela seleção principal, estreou em 8 de junho de 2014 contra a Jamaica. 
Mesmo com apenas esta partida de experiência, fez parte da lista de reservas para a Copa do Mundo de 2014. A dez dias da estreia da equipe na competição, foi convocado juntamente com Rémy Cabella para juntarem-se ao elenco oficial devido aos cortes de Clément Grenier e Franck Ribéry.
Foi convocado para a Eurocopa de 2016 dias antes da competição para substituir Lassana Diarra, cortado por lesão.

## Títulos
Manchester United
- FA Cup: 2015–16[6]
- FA Community Shield: 2016
- UEFA Europa League: 2016–17 [7]